# Лонге, Женни
Же́нни Лонге́ (Маркс) (нем. Jenny Caroline Longuet (Marx), 1 мая 1844, Париж — 11 января 1883, Аржантёй) — французская и британская левая политическая деятельница и журналистка. Дочь Карла Маркса и Женни фон Вестфален, жена Шарля Лонге, мать Жана и Эдгара Лонге.
Франциска Кугельман так описывала Женни:
Привлекательная, стройная, с темными локонами, она по внешнему виду и по складу ума была очень похожа на своего отца. Это была веселая, живая и приветливая, в высшей степени воспитанная и тактичная девушка; все грубое, бросающееся в глаза, ей претило.
Умерла 11 января 1883 г. от рака мочевого пузыря.